# Mečiarismus

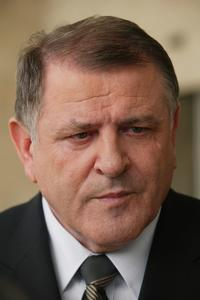
Vladimír Mečiar, trojnásobný předseda vlády Slovenska

Mečiarismus byl způsob vládnutí na Slovensku v letech 1992–1998. Jeho vedoucím představitelem byl Vladimír Mečiar, předseda vlády během tohoto období (kromě 9 měsíců v roce 1994). Vyznačuje se většinovým vládnutím, které zpochybňuje práva opozice a menšin.
Roky 1994–1998, kdy vládla třetí vláda Vladimíra Mečiara, bývají označovány jako vrchol mečiarismu. Vláda autoritativního premiéra ve spojení s nacionalistickou Slovenskou národní stranou a radikálním Združením robotníků Slovenska a její snahy o změnu několika zákonů (specificky volebního zákona před volbami v roce 1998) či jiné zákonné a nezákonné postupy (únos Michala Kováče mladšího, vražda Róberta Remiáše, odvolání poslaneckého mandátu Františka Gauliedera či Mečiarovy amnestie) naznačovali inklinaci k autoritarismu.
Mečiarismus se řadí mezi tzv. neliberální demokracie. Kromě mečiarismu se do stejné kategorie stejného období zařazují vlády Slobodana Miloševiće v Jugoslávii, Iona Iliescu v Rumunsku a Franja Tuđmana v Chorvatsku. Německý politolog Wolfgang Merkel zařazuje režim třetí Mečiarovy vlády k neliberálním demokraciím s určitými delegativními prvky. Označuje se tím režim, ve kterém svobodně zvolené vlády porušují základní lidská a občanská práva, resp. nerespektují právní stát či se ho nesnaží budovat.
Na exekutivní složce státní moci zůstal nezávislý ústavní soud, dobře organizovány byly mimovládní organizace a významnou roli hrála nezávislá média (deník SME, týdeník Domino fórum, Rádio Twist, TV Markíza). Přestože byly omezeny kontrolní mechanismy opozice, byla zachována časová dělba moci, která nakonec vedla k výměně politické reprezentace.